# Evangelische Kirche (Hoch-Weisel)

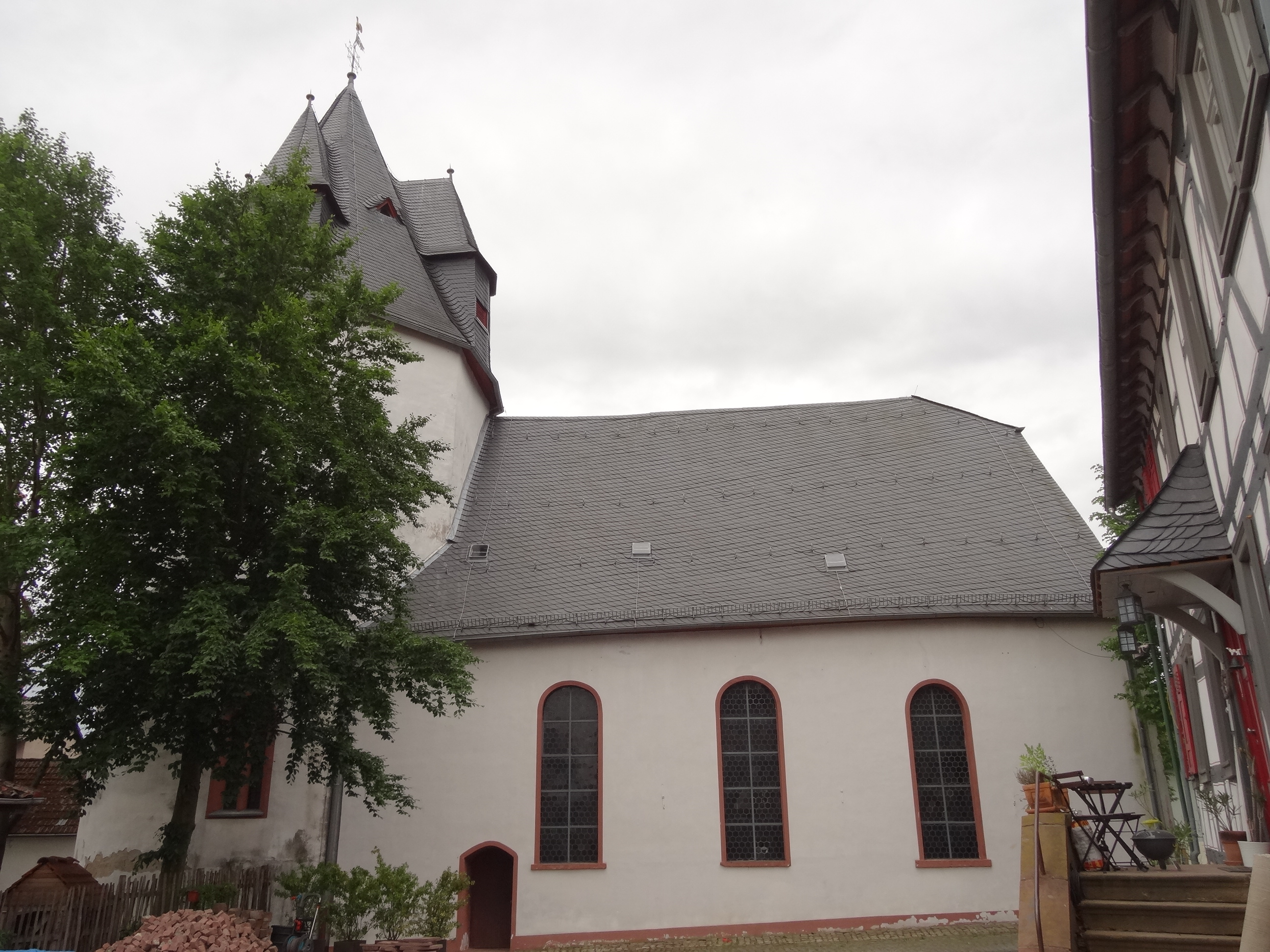
Nordseite der Kirche

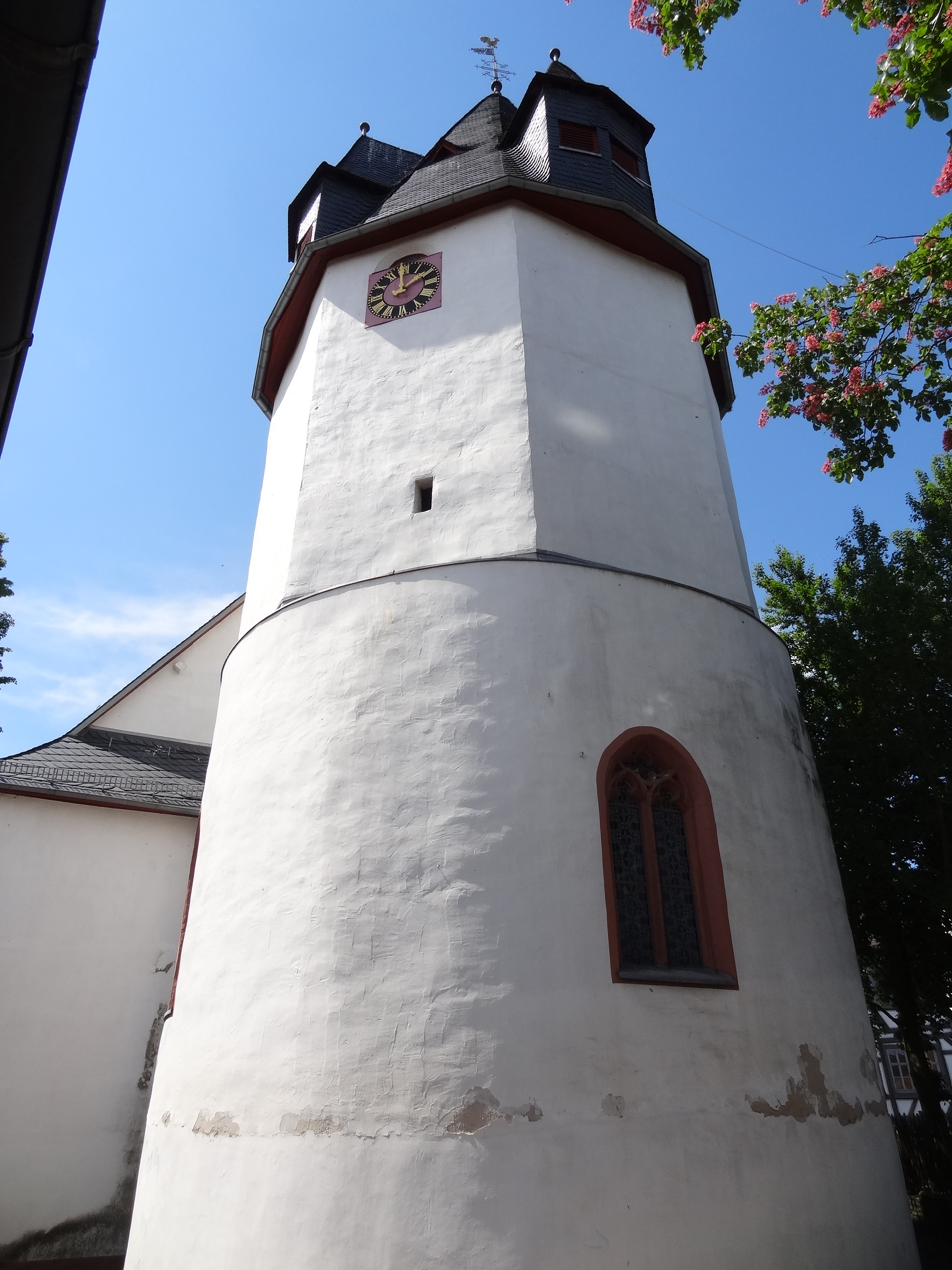
Wehrhafter Turm

Die Evangelische Kirche in Hoch-Weisel, einem Stadtteil von Butzbach im Wetteraukreis in Mittelhessen, ist eine gotische Chorturmkirche, deren Langhaus im Jahr 1684 erneuert wurde. Der wehrhafte Ostturm mit seinen vier charakteristischen Wichhäuschen geht wahrscheinlich auf das 13. bis 15. Jahrhundert zurück. Die Kirche prägt das Ortsbild und ist hessisches Kulturdenkmal.

## Geschichte
Womöglich liegt der Ursprung des Gotteshauses im 13. Jahrhundert, da aus dieser Zeit ein romanisches Taufbecken erhalten ist. Die gotische Kirche unterstand dem Patrozinium der heiligen Petrus und Marcellinus und hatte drei Altäre der Beatae Maria Virginis, der heiligen Katharina und des heiligen Georg. Im Jahr 1366 ist ein Friedhof nachgewiesen, was auf eine selbstständige Pfarrei schließen lässt, die erstmals 1406 erwähnt wird. Hoch-Weisel war im Mittelalter dem Kirchspiel Münster zugeordnet, das zum Dekanat Friedberg im Archidiakonat von St. Maria ad Gradus im Erzbistum Mainz gehörte. Mit Einführung der Reformation wechselte die Kirchengemeinde zum evangelischen Bekenntnis. Erster evangelischer Pfarrer war im Jahr 1540 Gebhard.
Im Jahr 1684 wurde das Langhaus, das zuvor nur die Breite des Turms aufwies, erneuert und nach Süden erweitert. Eine Sakristei wurde nach 1780 abgebrochen.
Eine Innenrenovierung fand im Jahr 1864 statt, bei der die barocke Saalkirche in eine dreischiffig erscheinende Anlage umgestaltet wurde. Zudem wurde die Giebelmauer neu aufgeführt. 1896 folgte eine Außenrenovierung, bei der ein südlicher Strebepfeiler abgebrochen wurde. Im Jahr 1903 wurden die mittelalterlichen Malereien im Chor freigelegt.
Die evangelisch-lutherische Kirchengemeinde ist pfarramtlich mit Hausen-Oes verbunden. Sie ist dem Dekanat Wetterau in der Propstei Oberhessen in der Evangelischen Kirche in Hessen und Nassau zugeordnet.

## Architektur

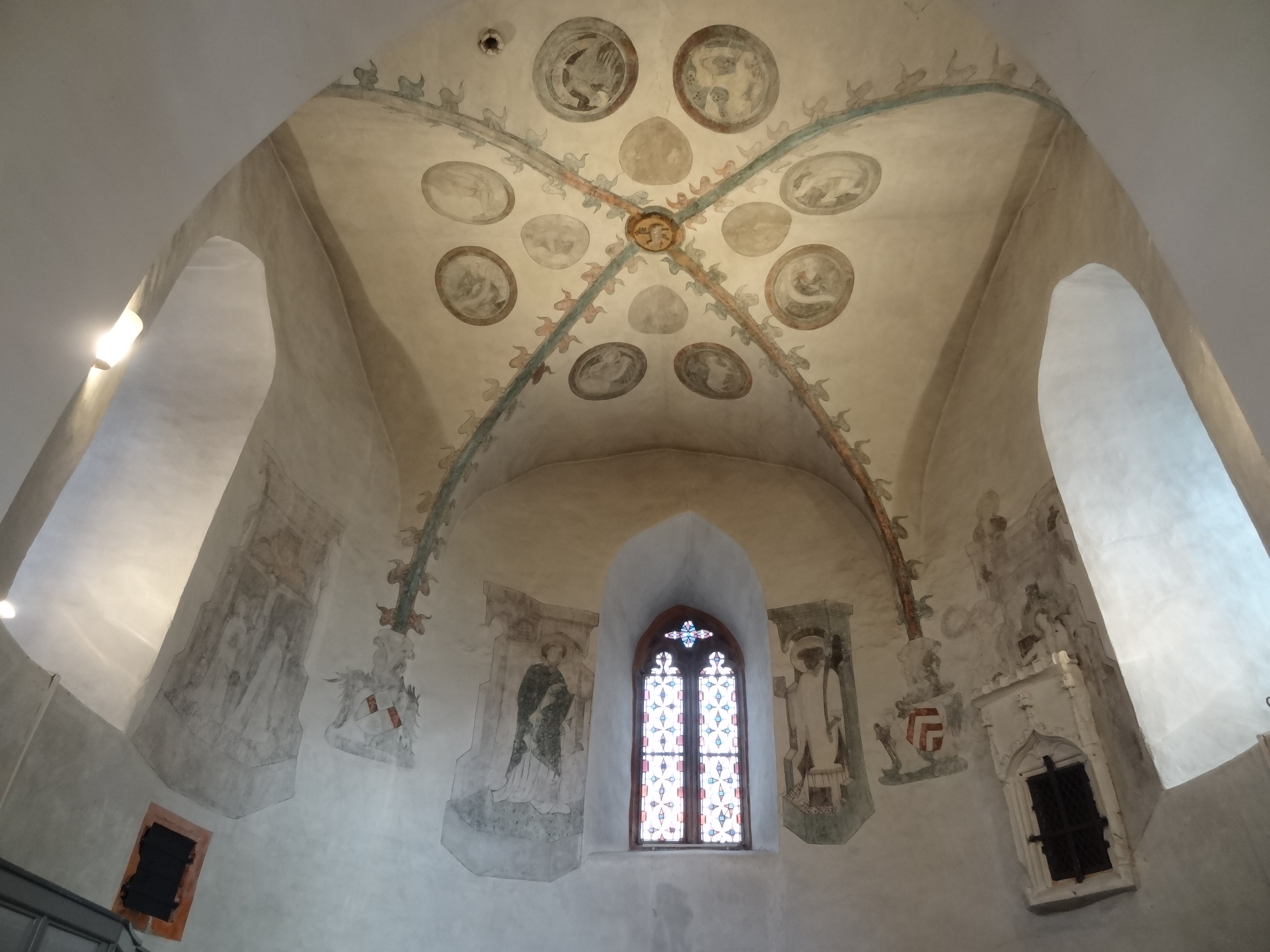
Turmhalle mit spätgotischen Malereien (um 1400)

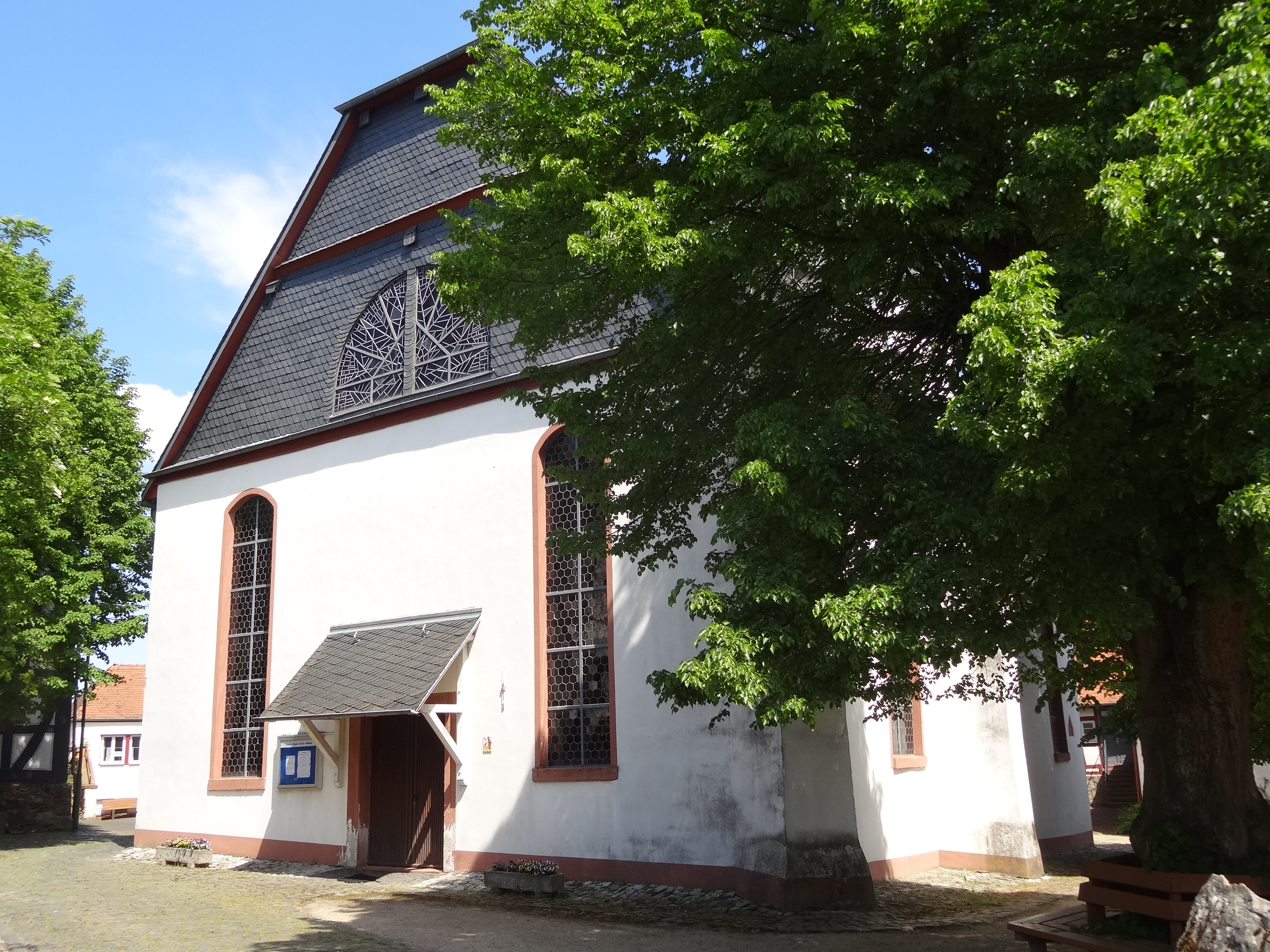
Ansicht von Westen

Die in etwa geostete, unregelmäßig gemauerte und weiß verputzte Saalkirche auf rechteckigem Grundriss ist im Ortszentrum errichtet. Durch die Süderweiterung des Schiffes im Jahr 1684 steht der Chorturm nicht mehr auf dessen Mittelachse im Osten, sondern etwas weiter nördlich.
Der untere Teil des massiv aufgemauerten Chorturms aus gotischer Zeit ist rund und weist einen Durchmesser von 9 Metern auf. Die Turmhalle wird durch ein Kreuzgratgewölbe überwölbt und durch drei flachspitzbogige Fenster belichtet. Das zweibahnige Maßwerk aus rotem Sandstein endet in Nonnenköpfen und hat in der Spitze einen Vierpass. Ein schlichter spitzbogiger Chorbogen öffnet die Halle zum Mittelschiff. Oberhalb des Chors wird der Turm achteckig fortgeführt und durch einen verschieferten Helmaufbau abgeschlossen. Vier Wichhäuschen flankieren den gedrungenen Spitzhelm, der von einem Turmknauf, einem schmiedeeisernen Kreuz, einer Wetterfahne in Gestalt eines Drachenkopfes, bezeichnet mit der Jahreszahl 2001, und einem Wetterhahn bekrönt wird.
Das barocke Langschiff auf rechteckigem Grundriss (17,5 × 11,5 Meter) mit Schopfwalmdach im Westen wird an den Langseiten durch je drei hohe Rundbogenfenster belichtet. Die Nordwand scheint jünger als die Südwand zu sein, die durch drei Strebepfeiler abgestützt wird. Erschlossen wird die Kirche durch den rechteckigen Haupteingang im Westen, der ein Vordach in Gestalt eines kleinen Pultdaches über zwei Holzstreben hat, und durch den Nordeingang unter einem Stichbogen. In die Westseite sind zwei hohe Fenster mit Stichbogen und im verschieferten Giebelbereich ein halbkreisförmiges Lünettenfenster eingelassen. In die Südwand ist das Giebeldreieck des Epitaphs von Johann Daemon aus rotem Sandstein eingelassen. Er starb 1623 im Alter von 62 Jahren und war Pastor in Hoch-Weisel und Heuchelheim: „EPITAPHIUM REVERENDI ET DOCTISSIMI VIRI, D(OMI)NI · IOANNIS DAEMO / NIS PASTORIS APUD HOHEVUEISSELLANOS ET HEUCHELHEIMEN / SES FIDELISSIMI, QUI OBIIT 19 MARTII A(NN)O · 1623 · AETATIS 62“.

## Ausstattung

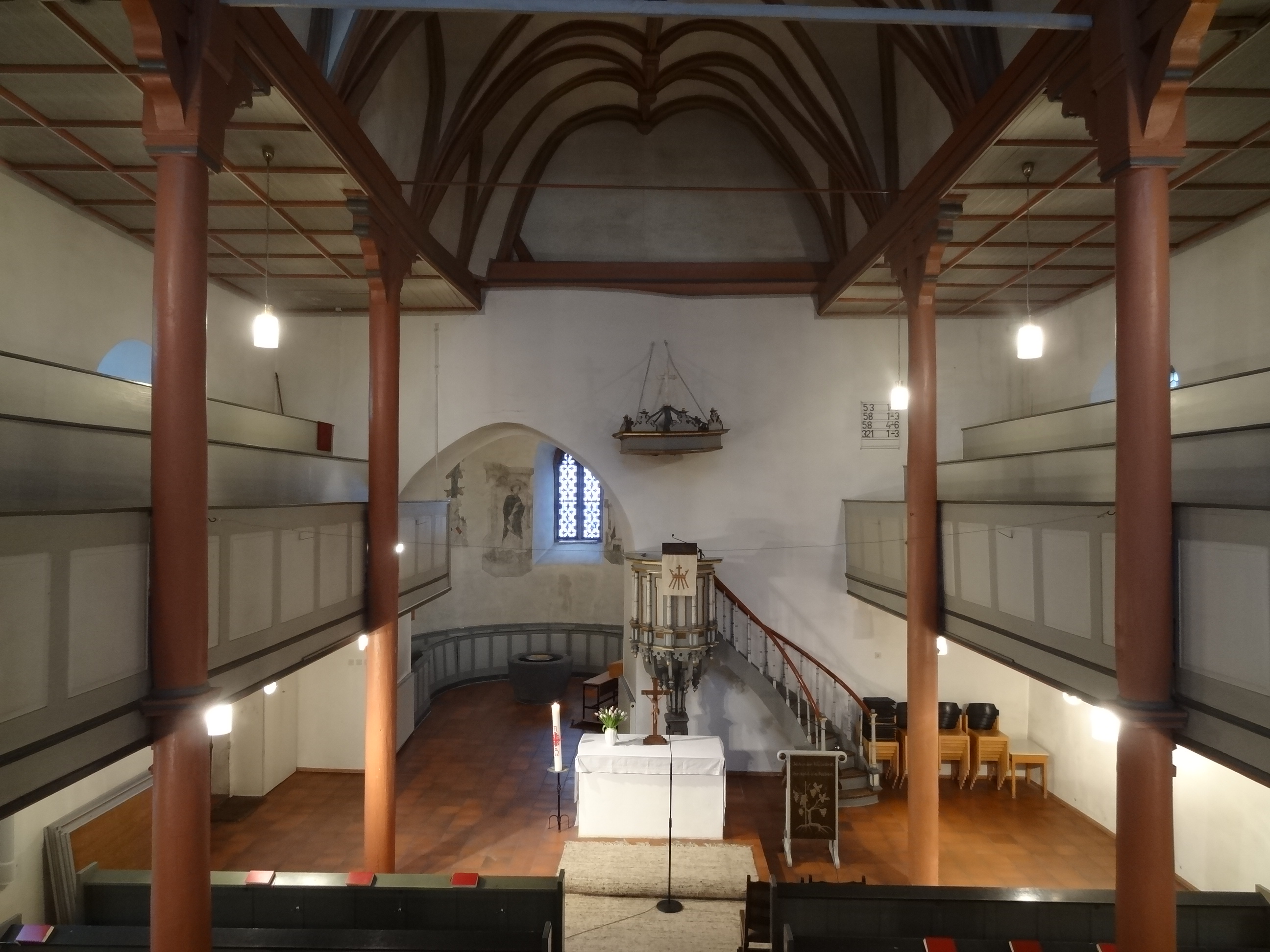
Innenraum nach Osten

Die Dreiteilung des Innenraums erweckt den Eindruck einer dreischiffigen Anlage. Der Mittelteil wird von einem hölzernen Kreuzrippengewölbe überspannt, dessen Scheitelstücke herabhängen. Hingegen sind über den Seitenemporen niedrige Flachdecken eingezogen, die auf sechs schlanken Holzsäulen mit Kopfbändern ruhen. Die dreiseitig umlaufende Empore von 1864 oder noch jünger mit schlichten viereckigen Füllungen wird von den Säulen einbezogen.
Ältestes Inventarstück aus der Zeit um 1200 ist das romanische Taufbecken aus Lungstein, dessen Wandung durch einen Rundbogenfries verziert wird. Es stand früher im Hof des Pfarrhauses und hat heute seinen Platz im ehemaligen Chorraum.
Die polygonale, hölzerne Kanzel wurde 1684 geschaffen. Die Kanzelfelder werden durch Freisäulen gegliedert, der Schalldeckel durch flachgeschnitzte Aufbauten und ein Kreuz bekrönt.
Die spätgotischen Malereien im Chorraum werden um 1400 datiert. Sie imitieren Rippengewölbe auf Konsolen, unter denen die Wappen von Falkenstein-Münzenberg und Eppstein zu sehen sind. In den Gewölbefeldern werden in zwölf Medaillons die vier Evangelisten mit ihren Symbolen, Prophetensymbole und singende Engel dargestellt, an der Nordwand die Kreuzigung, an der Südwand Mariä Verkündigung und an der Ostwand zwei Heilige, teils in schlecht erhaltenem Zustand. Die spätgotische Sakramentsnische mit Tympanon aus dem Ende des 15. Jahrhunderts ist reich verziert.

## Orgel

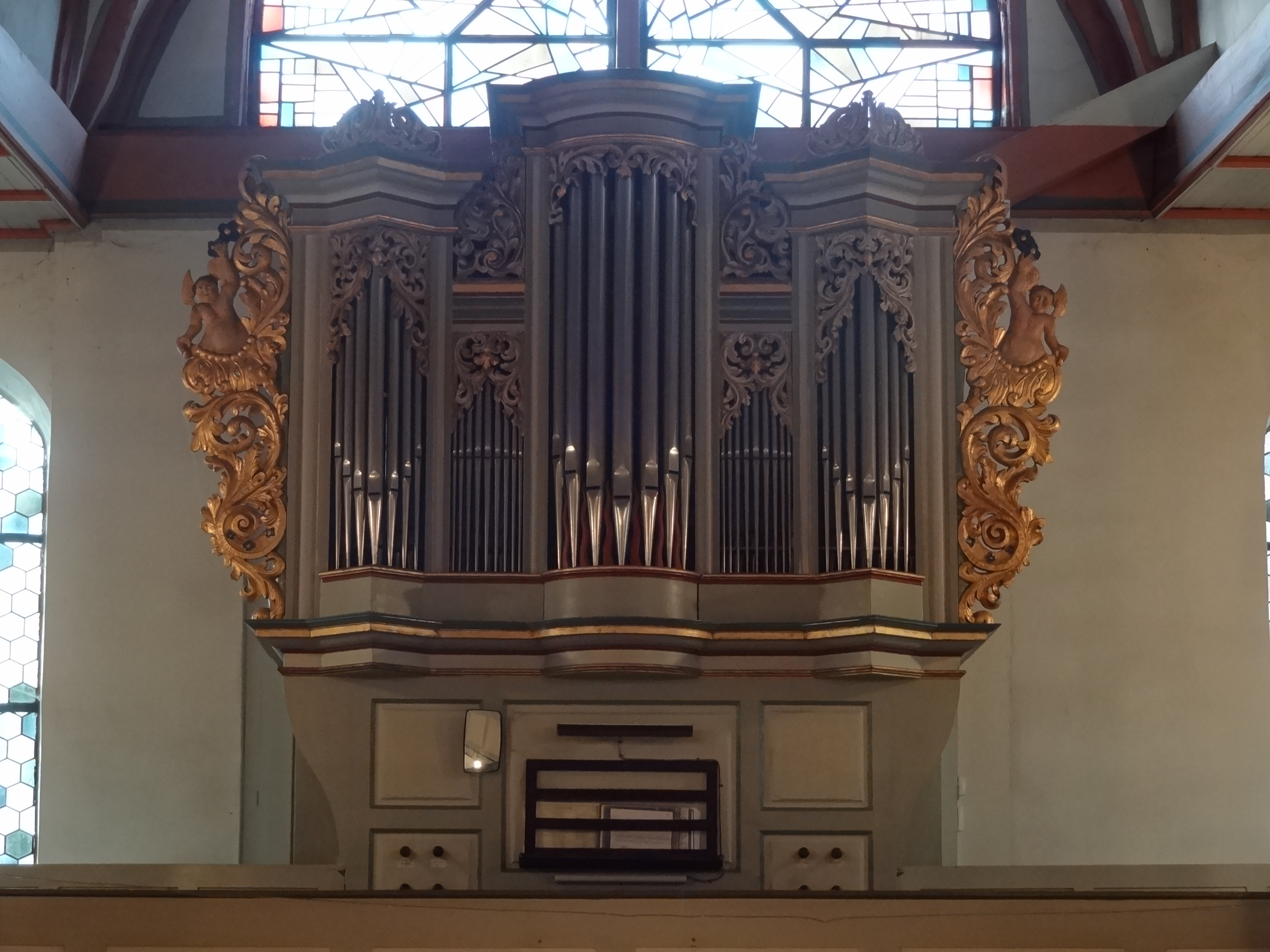
Prospekt der Syer-Orgel von 1755

Die Kirche erhielt in den Jahren 1752 bis 1755 ihre erste Orgel von Johann Friedrich Syer. Laut Vertrag umfasste die Orgel zwölf Register auf einem Manual und Pedal. Der fünfachsige Prospekt folgt dem typischen Aufbau einer Syer-Orgel. Ein großer runder Mittelturm wird von zwei niedrigen Flachfeldern flankiert, auf die außen zwei mittelgroße Spitztürme folgen. Holzgeschnitztes, vergoldetes Rankenwerk schließt die Pfeifenfelder nach oben ab, bekrönt das Gehäuse und bildet die seitlichen Blindflügel, die zwei Engel umschließen.
Im Jahr 1846 nahm Johann Georg Förster eine Reparatur und eine Veränderung der Register Terz und Zimbel vor. Eine größere Reparatur erfolgte 1888 durch Gustav Raßmann und eine Restaurierung durch Andreas M. Ott 1975/1976. Heute verfügt die Orgel über 583 Zinn- und 104 Holzpfeifen. Die Disposition lautet wie folgt:
| Manual C–c3    |              |
| Principal      | 8′           |
| Gedackt        | 8′           |
| Viola di gamba | 8′           |
| Octav          | 4′           |
| Spitzflöte     | 4′           |
| Quinta         | 3′           |
| Octav          | 2′           |
| Tercian II     | 1 3⁄5′+1 ⁄3′ |
| Mixtur III     | 1′           |

| Pedal C–c1 |     |
| Subbaß     | 16′ |
| Octavbaß   | 8′  |

## Geläut
Der Glockenturm beherbergt ein Dreiergeläut, darunter zwei Glocken aus dem Jahr 1455. Einst gab es hier noch ein Glöckchen aus dem Rathaus, das als Schulglocke genutzt wurde und einst zu Hinrichtungen geläutet haben solle. Letztere wurde wegen eines Sprungs von Otto 1866 umgegossen, doch zuerst wurde man sich über die Konditionen nicht einig (Otto wollte eine wesentlich größere (und teurere) Glocke gießen, die dann die drittgrößte geworden wäre), dann stritten sich die Gemeinde – allen voran der Schullehrer, der auch die gesprungene Glocke zum Schulbeginn immer läuten lassen wollte – und der Gießer um den tatsächlichen Ton. Dabei sah sich die Kirchengemeinde im Recht, da der (Halb-)Ton as2 des schwerer als das alte Glöckchen und nur unwesentlich leichter als die drittgrößte Glocke gegossenen neuen Exemplars nicht zum Geläut passe, während Otto auf ein b2 beharrte. Die Gemeinde hätte sich einen „Quartseptenaccord“ mit e2 gewünscht. Der Eintrag in der Chronik endet mit der Bemerkung, dass man über die Zukunft der Glocke noch nicht im Klaren sei. Im Zweiten Weltkrieg wurde die große Glocke konfisziert, kam aber 1947 unversehrt aus Hamburg zurück.
| Nr. | Gussjahr | Gießer, Gussort                | Durchmesser (mm) | Höhe (mm) | Schlagton | Inschrift | Bild |
| 1   | 1788     | Friedrich Wilhelm Otto, Gießen | 800              | 1.050     | g1        | „[Namen der Beamten] IN GOTTES NAMEN FLOSS ICH. FRIEDR. WILHELM OTTO AUS GIESSEN GOS MICH ANO 1788“                                                                            |      |
| 2   | 1455     |                                | 680              | 810       | c2        | „tonitruum * rumpo * mortuorum * defleo * sacrilegium * voca [Heiligenrelief] st. marcellinus et petrus [Ritterrelief] anno dni m° * ccccc° * lv [Relief: Maria mit dem Kind]“ |      |
| 3   | 1455     |                                | 460              | 580       | g3        | „[Relief: Maria mit dem Kind] Jhesus * Maria * [Relief des Johannes] Johannes * Anno [Relief von St. Georg] dni m° * ccccc° * lv“                                              |      |